# Hirofumi Hirano
Pour les articles homonymes, voir Hirano.
Hirofumi Hirano (平野 博文, Hirano Hirofumi), né dans le bourg de Katsuragi (district d'Ito) dans la préfecture de Wakayama le 19 mars 1949, est un homme politique japonais, membre du Parti démocrate du Japon (PDJ). Il est élu de 1996 à 2012 à la Chambre des représentants, la chambre basse de la Diète du Japon, pour le 11e district de la préfecture d'Osaka. Un des principaux fidèles de Yukio Hatoyama, il est Secrétaire général du 93e Cabinet du Japon dirigé par ce dernier du 16 septembre 2009 au 8 juin 2010, et est ministre de l'Éducation, de la Culture, des Sports, des Sciences et de la Technologie dans le 95e Cabinet mené par Yoshihiko Noda depuis le 13 janvier 2012. Il a également présidé la Commission de la Sécurité de la Chambre des représentants du 1er octobre 2010 au 31 août 2011, puis celle du Comité des Affaires de la Diète du PDJ du 30 août 2011 au 13 janvier 2012.

## Formation et carrière professionnelle
Il passe toute sa scolarité au sein de l'enseignement public dans son bourg natal de Katsuragi : il sort du collège communal Myōji en mars 1964 puis du lycée préfectoral Kaseda en mars 1967. Il intègre le mois suivant la faculté des sciences et d'ingénierie de l'université Chūō, situé dans l'arrondissement de Bunkyō à Tokyo. Il y obtient son baccalauréat (学士, Gakushi) en électrotechnique en mars 1971.
Une fois diplômé, il est engagé le mois suivant par le Laboratoire central de recherche de l'entreprise d'électronique grand public Matsushita Electric Industrial Co., Ltd (désormais dénommée, depuis 2008, Panasonic Corporation) à Moriguchi dans la préfecture d'Osaka. En 1978, il est transféré au sein de Matsushita Electronic Components. Il est également membre du syndicat de l'entreprise, composante du Syndicat japonais de l'industrie électrique (日本電気産業労働組合, Nihon Denki-sangyō Rōdō-kumiai) ou Densan (電産), et du Conseil général des syndicats du Japon (日本労働組合総評議会, Nihon Rōdō-kumiai Sōhyō-gikai) ou Sōhyō (総評). Ses activités syndicales le rapprochent de la politique, et tout particulièrement du Parti socialiste japonais (PSJ) même s'il n'en a jamais été officiellement membre.
En décembre 1983, il quitte le secteur privé pour devenir secrétaire en chef de Masao Nakamura, député socialiste tout juste élu dans l'ancien 7e district électoral de la préfecture d'Osaka et ancien cadre du syndicat de l'industrie électrique. Celui-ci va notamment être vice-ministre parlementaire du Trésor (ou des Finances) auprès de Hirohisa Fujii dans le gouvernement « anti-PLD, anti-communiste » de Morihiro Hosokawa d'août 1993 à avril 1994. Il s'agit alors de la première administration japonaise à ne pas être dominée par le Parti libéral-démocrate (PLD, droite conservatrice libérale) depuis 1955. Hirano est également membre du comité exécutif du syndicat de Matsushita Electric en tant que directeur de son département des affaires politiques de 1988 à 1994,.

## Carrière politique

### Première campagne législative
En 1994, une réforme modifie le mode de scrutin pour les législatives, passant du vote unique non transférable à un système mixte alliant vote majoritaire uninominal à un tour dans 300 circonscriptions et proportionnelle dans 11 blocs législatifs correspondant plus ou moins aux grandes régions géographiques du Japon. La carte électorale est alors profondément remaniée, les nouveaux districts électoraux étant plus nombreux et de tailles plus réduites que les précédents. Les villes qui constituaient l'ancien 7e district sont répartis entre les nouvelles 11e et 12e circonscriptions et une partie de la 6e. Or, Masao Nakamura, malade, décide de ne briguer de nouveau mandat dans aucun de ces districts lors des élections législatives à venir, prévues au plus tard pour 1997. Hirofumi Hirano lance alors sa campagne dès 1994 dans le 11e district, à savoir les villes de Hirakata et Katano à l'extrémité nord-est de la préfecture d'Osaka, comme candidat indépendant. Il reçoit le soutien de Nakamura mais aussi de son ancien syndicat.
Il mène une campagne active de terrain ; ainsi, il préside un « réseau de vie régionale » et parcourt notamment à pied toute la préfecture en réalisant avec ses partisans des travaux d'intérêt général et en recueillant les doléances des citoyens, action baptisée « Teku Teku DonDon » (テクテクドンドン, littéralement la « longue marche »). En juillet 1996, il publie aux éditions Village Press un livre intitulé Aruike ! Zougame (歩け!ゾウガメ, littéralement « Marche ! Tortue », cet animal devenant l'un de ses animaux représentatifs ainsi que du Teku Teku DonDon), dans lequel il présente l'expérience de cette marche ainsi que sa vision politique. Il s'axe sur les questions environnementales (notamment de gestion de l'eau), d'alimentation, de sécurité publique et de gestion des catastrophes. D'ailleurs, après le séisme dévastateur de Hanshin du 17 janvier 1995, il contribue à recruter des sauveteurs volontaires à Hirakata et Katano et participe à des opérations de sauvetage à Kobe de février à avril 1995.
Lors du scrutin qui a finalement lieu le 20 octobre 1996 à la suite de la dissolution de la Chambre des représentants le 27 septembre précédent, il n'a face à lui que deux candidats : celui du PLD (revenu au pouvoir en 1994 grâce à une Grande Coalition formée avec le PSJ) Masumi Ogawa (52 ans, avocat) et celle du Parti communiste japonais (PCJ) Takako Yoshise (64 ans). Il peut ainsi capitaliser sur son nom l'électorat du centre ou du centre gauche et les indépendants. Il est assez largement élu, obtenant 97 294 voix soit 48,59 % des suffrages.

### Premiers pas à la Diète
À la Chambre des représentants, il siège dans un premier temps comme non inscrit. De 1996 à 1997, il est membre de la Commission des Affaires étrangères. Il fait alors partie des députés les plus actifs pour exiger en 1997 du gouvernement libéral-démocrate de Ryūtarō Hashimoto de rejoindre le processus de négociations dit d'Ottawa pour l'interdiction des mines antipersonnel. En effet, le Premier ministre de l'époque et son administration refusent pendant plusieurs mois de renoncer à l'usage de ces armes pour sécuriser certaines plages occidentales de l'archipel. Hirano mène ainsi plusieurs attaques en Commission contre le Cabinet, signe plusieurs pétitions et participe à une campagne caritative pour l'envoi de membres artificiels à des enfants estropiés par des mines antipersonnel au Sri Lanka. Il se rend d'ailleurs dans ce pays en juillet 1997 en compagnie de deux membres de la Chambre des conseillers, le social-démocrate Wataru Kubo et la présidente du Parti des réformes démocratiques (PRD, bras politique de la confédération syndicale Rengō dans laquelle l'ancienne Sōhyō s'est fondue en 1989) Teiko Sasano. Il organise également un festival de musique Japon-Sri Lanka. Finalement, après que les États-Unis ont eux-mêmes ralliés le processus d'Ottawa et face à un important lobbying des ONG, de l'opposition mais aussi de nombreux parlementaires de la majorité (notamment du PSD qui fait toujours partie de la Grande coalition au pouvoir mais s'il ne dispose plus d'aucun ministre, ainsi que de plusieurs anciens Premiers ministres et autres poids lourds du PLD, Hashimoto finit par accepter de négocier à ce sujet à partir d'août 1997 et le Japon, après avoir tenté en vain de réviser le projet de traité initial, est l'un des premiers signataires de la Convention sur l'interdiction des mines antipersonnel le 3 décembre 1997 (ratifiée le 30 septembre 1998).
Hirofumi Hirano conserve de plus le fort activisme environnementaliste, de défense des droits des citoyens et d'intervention personnel dans la gestion des catastrophes qui a fait son succès électoral. Ainsi, il demande dès la fin de l'année 1996 des mesures au ministère des Transports pour lutter contre les glissements de terrain récurrents dans la zone de Sugi à Hirakata. De plus, après le naufrage du pétrolier russe Nakhodka au large de la côte occidentale de Honshū le 2 janvier 1997, provoquant une marée noire (6 240 t de pétrole déversé au total) qui a affecté plus de 300 km de littoral, Hirofumi Hirano participe aux missions de nettoyage, organise des manifestations pour collecter des fonds destinés aux sinistrés de la préfecture de Fukui (l'une des plus touchées) et demande la mise en place d'une cellule de crise.
Très rapidement, Hirofumi Hirano se rapproche à la Diète du Parti démocrate du Japon (PDJ), mouvement d'opposition au PLD et partisan d'une « troisième voie » entre ce qu'elle qualifie comme le « fondamentalisme de marché » de la principale force d'opposition Shinshintō et l'« État construction » de la majorité gouvernementale, fondé par environ la moitié des parlementaires des deux partis associés à cette dernière au sein de la Grande coalition (le PSD, nouveau nom depuis janvier 1996 du PSJ, et le NPS) et ayant donc fait dissidence avant les législatives de 1996. Si Hirano n'a pas rejoint ce parti à sa création, contrairement à son mentor Masao Nakamura, il réalise de nombreuses actions conjointes avec lui. Ainsi, il est l'un des signataires d'une proposition de loi démocrate déposée en décembre 1996 visant à créer une « Autorité de supervision de l'Administration », voulue comme la version japonaise du Government Accountability Office (GAO) américain. À partir du 8 janvier 1998, tout en restant encore sans étiquette, il rejoint à sa formation le groupe parlementaire de la Fédération Démocrate - Fraternité - Soleil - Peuple (民主 友愛 太陽 国民 連合, Minshu-Yuai-Taiyō-Kokumin-Rengō) ou Minyuren (民友連), qui rassemble le PDJ, le PRD et quatre petits partis issus de l'éclatement quelques jours plus tôt du Shinshintō (les anciens du Parti démocrate socialiste PDS rassemblés dans le Nouveau parti de la Fraternité et les petits mouvements conservateurs libéraux modérés de la Voix du Peuple, du Parti du Soleil et From Five créés par les anciens dissidents du PLD de 1993 ou 1994 qui n'ont pas rejoint le Parti libéral d'Ichirō Ozawa). Finalement, lorsque ces différents formations fusionnent le 27 avril suivant pour former le nouveau grand parti d'opposition, qui conserve le nom du PDJ, Hirofumi Hirano décide de s'engager et de le rejoindre.

### Au sein de l'opposition démocrate
Il s'implique activement dans la vie de son nouveau parti. Dans le cadre de la campagne pour le renouvellement de la moitié de la Chambre des conseillers du 12 juillet 1998, il est l'un des coureurs du relais Ekiden de 1 000 km reliant Osaka à Kōbe pour soutenir les candidats démocrates et promouvoir les propositions du PDJ. Il devient de plus en septembre 1999 vice-président du Comité des Affaires de la Diète du parti, secondant à ce poste jusqu'en août 2000 l'ancien démocrate socialiste Tatsuo Kawabata. Il le devient à nouveau de septembre à décembre 2002, aux côtés cette fois de Tatsuo Satō (dissident en 1994 du PLD). Il est de plus à partir de janvier 1999 secrétaire général de la fédération démocrate de la préfecture d'Osaka (et donc son numéro deux, derrière son président Kansei Nakano, chef de file des ex-PDS au sein du parti). Il le reste jusqu'en 2003, puis succède à Nakano à la tête de la fédération qu'il conserve jusqu'en octobre 2009.
Il est nettement réélu à la Chambre des représentants dans son 11e district d'Osaka à trois reprises avant 2009 : avec 120 895 voix et 55,47 % des suffrages en 2000 (il obtient plus du double du score du candidat arrivé second, le libéral-démocrate et ancien conseiller de 1987 à 1989 et de 1992 à 1998 Kazutaka Tsuboi), 116 834 votes et 58,18 % en 2003 (et cette fois-ci près de 2,5 fois le résultat de son principal adversaire, l'indépendant soutenu par le PLD qu'il avait déjà affronté en 1996 Masumi Ogawa) et 121 328 bulletins et 48,11 % en 2005 (s'il ne réussit pas alors à obtenir la majorité absolue en voix dans un contexte marqué par une nette victoire sur le plan national du PLD mené par Jun'ichirō Koizumi, il est avec Takashi Nagayasu le seul député démocrate sur dix sortants à conserver sa circonscription dans la préfecture d'Osaka).

#### Intérêt nouveau pour les questions éducatives et scientifiques
En plus de son intérêt toujours présent pour les questions environnementales et de gestion des catastrophes (il participe notamment à l'enquête parlementaire sur la chute de ciment de la paroi d'un tunnel de la ligne du Shinkansen Sanyō à Fukuoka en juin 1999, puis va être le vice-président du Quartier-général des contre-mesures du PDJ pour le séisme de Chuetsu-oki du 16 juillet 2007), il commence également à partir de 2000 à travailler sur des dossiers touchant à l'éducation, à la culture, aux sciences, aux technologies, à la recherche et à la jeunesse. Il est ainsi directeur en chef (l'équivalent d'un premier vice-président) de la Commission des Sciences et des Technologies de la Chambre des représentants de juillet à décembre 2000, puis de celle de l'Éducation, de la Culture, des Sports, des Sciences et des Technologies de 2001 à 2006, ainsi que membre de la Commission nationale japonaise pour l'UNESCO d'octobre 2005 à octobre 2007 et directeur général à la Recherche du PDJ de janvier à mai 2004. Il prépare notamment en mars 2001, avec le « ministre suivant » (membre du Cabinet fantôme, dit « Cabinet suivant », du PDJ) de l'Éducation Eriko Yamatani, une proposition de loi visant à réduire le nombre d'élèves par classe à 30 enfants au maximum. Il prend également la présidence de l'équipe de travail du PDJ sur la question des manuels scolaires en mai 2001, et se rend à ce titre, aux côtés du président du parti Yukio Hatoyama, en Corée du Sud où il rencontre, entre autres, le président Kim Dae-jung. De même, lorsqu'une « équipe d'études sur la politique scientifique et technologique » est créée au sein du parti en 2002, Hirano est placé à sa tête, et il dirige à partir de l'année suivante un groupe de travail sur le système de formation des pharmaciens (défendant à ce titre la mise en place d'un cursus sur six ans) et un autre sur la scolarité. Il s'investit tout particulièrement sur les questions de financement des universités et autres organismes scolaires, la sécurité nucléaire, l'éthique pharmaceutique et la lutte contre les drogues.

#### Un partisan de Hatoyama
Mais la carrière de Hirofumi Hirano au sein du PDJ va surtout être marquée par son soutien indéfectible à Yukio Hatoyama, dont il devient l'un des principaux partisans à partir du début des années 2000. Il commence réellement à en être un proche lorsqu'il est nommé par ce dernier secrétaire général adjoint du parti en septembre 2001. Lorsque Hatoyama décide de se représenter pour un nouveau mandat de deux ans à la tête de l'opposition en septembre 2002, face à trois adversaires dont son secrétaire général Naoto Kan, ses plus proches partisans, dont Hirano, décident de former le 3 septembre 2009 un groupe de pression, ou faction, pour le soutenir. Il est baptisé « Conseil pour mettre en place un gouvernement Hatoyama » (鳩山政権を実現する会, Hatoyama seiken o jitsugensuru kai), puis renommé le 21 janvier 2003 en « Conseil des camarades pour mettre en place un gouvernement du PDJ » (民主党政権を実現する同志の会, Minshutō seiken o jitsugensuru dōshisha no kai), en mai 2003 en « Conseil pour mettre en place une alternance de gouvernement » (政権交代を実現する会, Seiken kōdai o jitsugensuru kai) et enfin en septembre 2009 en « Conseil pour mettre en place le programme de gouvernement » (政権公約を実現する会, Seiken kōyaku o jitsugensuru kai). Il est plus généralement appelé le « groupe Hatoyama » (鳩山グループ, Hatoyama gurūpo). Hirano est souvent présenté par les médias et analystes politiques comme l'un des « Trois lieutenants de Hatoyama » (鳩山側近3人衆, Hatoyama sokkin san jinshū) avec Sakihito Ozawa et Yorihisa Matsuno.
Hirofumi Hirano fait ainsi partie des principaux soutiens de Yukio Hatoyama à l'élection du président du PDJ du 23 septembre 2002. Une fois ce dernier élu, Hirano est nommé président de la Commission des relations publiques du parti. Il est reconduit au même poste après la démission forcée de Yukio Hatoyama le 3 décembre 2002, et l'élection pour le remplacer une semaine plus tard de Naoto Kan, et y reste jusqu'en janvier 2004. Relativement proche également de Tatsuo Kawabata depuis le temps où il fut son vice-président au Comité des Affaires de la Diète du mouvement, il va le seconder à nouveau en étant tout d'abord président délégué du Comité des Affaires de la Diète du 19 mai au 13 septembre 2004 puis une nouvelle fois secrétaire général adjoint du 13 septembre 2004 au 18 septembre 2005. Il conserve des postes clés au sein de la direction à partir du moment où Yukio Hatoyama revient dans l'exécutif en tant que secrétaire général et numéro deux de Seiji Maehara le 18 septembre 2005 : à cette même date, Hirofumi Hirano devient directeur général pour les Affaires générales et la Coordination. Aux côtés de Hatoyama et de sa faction, il soutient l'accession d'Ichirō Ozawa à la présidence du parti le 7 avril 2006 et son maintien à la tête de la principale force d'opposition par la suite. Hirano redevient président délégué du Comité des Affaires de la Diète du 1er mars 2006 au 31 août 2007 (aux côtés successivement de Kōzō Watanabe puis Yoshiaki Takaki), puis secrétaire général adjoint, secondant ainsi désormais directement Yukio Hatoyama, du 31 août 2007 au 16 mai 2009.
Après l'annonce de la démission d'Ichirō Ozawa (touché par un scandale de financement politique) de la présidence le 11 mai 2009, Hirano agit en coulisse en faveur de la candidature de Yukio Hatoyama pour le remplacer, s'attachant à mobiliser le vote des parlementaires derrière son nom. Hatoyama étant élu face à Katsuya Okada le 16 mai 2009, il fait de Hirofumi Hirano le directeur du Bureau exécutif (soit l'équivalent d'un directeur de cabinet, et son principal collaborateur). Il surveille tout particulièrement la communication et les interventions publiques de son président en pleine période de campagne pour des élections législatives que le PDJ semble en bonne voie de remporter. Il s'attache ainsi à réduire les contacts de Hatoyama avec les médias pour se concentrer sur les débats en face-à-face avec le Premier ministre et chef du PLD de l'époque Tarō Asō, justifiant cette stratégie en ces termes : « Une seule mauvaise déclaration de sa part sur un sujet politique majeur pourrait coûter au parti la victoire aux élections. Même s'il est connu pour être amical avec la presse, je m'inquiète de ses gaffes orales ».

### Secrétaire général du Cabinet

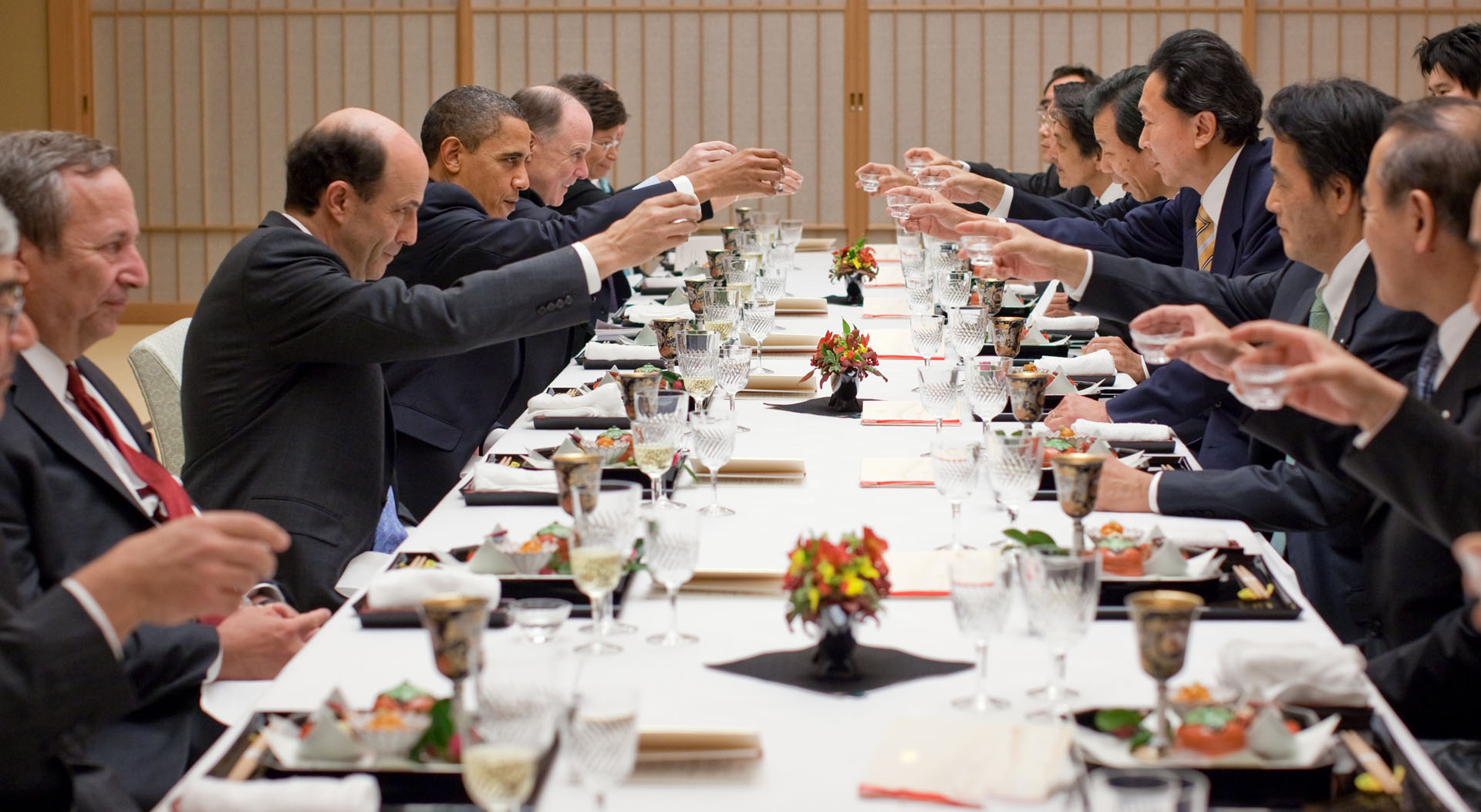
Hirofumi Hirano (4e en partant de la droite) aux côtés de Yukio Hatoyama et Katsuya Okada lors d'un toast porté conjointement avec le président des États-Unis Barack Obama au Kantei le 13 novembre 2009

Aux élections législatives du 30 août 2009, le PDJ emporte une victoire historique avec 308 sièges sur 480. Hirofumi Hirano obtient lui-même un cinquième mandat dans son 11e district d'Osaka en obtenant le meilleur score de sa carrière, soit 156 002 voix et 60,58 % des suffrages exprimés. Lorsque Yukio Hatoyama devient Premier ministre et forme son gouvernement le 16 septembre 2009, il nomme Hirofumi Hirano au poste de Secrétaire général du Cabinet. L'un des postes les plus importants du Cabinet du Japon, il est à la fois son porte-parole et son membre chargé de diriger les services du Premier ministre, de coordonner les relations entre les différentes administrations ministérielles et de s'assurer des dossiers relatifs aux relations avec la Diète. Il cumule cette fonction avec celle de ministre d'État par intérim chargé des Consommateurs, de la Sécurité alimentaire et de l'Égalité sociale et des sexes après le départ du gouvernement de la dirigeant sociale-démocrate Mizuho Fukushima le 28 mai 2010.
Dès la première conférence de presse tenue par le nouveau Premier ministre le jour même de sa prise de fonction, plusieurs journalistes indépendants et de l'internet (dont Takashi Uesugi ou encore Tetsuo Jimbo) accusent Hirofumi Hirano de n'avoir fait au dernier moment autoriser que cinq reporters de magazine et quelques représentants des médias étrangers à assister à cette conférence sans pouvoir poser de question,. Or, le PDJ avait depuis longtemps promis qu'après son arrivée au pouvoir il mettrait fin au « système des clubs kisha » (ou clubs de presse, limitant les conférences de presse des ministres et autres services gouvernementaux à un petit groupe de journaliste accrédités venant des grands groupes médiatiques uniquement) en acceptant aux conférences de presse des principaux membres de l'administration des journalistes indépendants, étrangers ou de l'internet. Seuls les services du ministre des Affaires étrangères Katsuya Okada et du ministre des services financiers et postaux Shizuka Kamei se sont ouverts dès septembre 2009, suivis de peu par ceux du ministre des Affaires intérieures et de la Communication Kazuhiro Haraguchi, tandis que Yukio Hatoyama réalise sa première conférence de presse non limitée au seul Nagata Club (le club kisha du Kantei) le 26 mars 2010[réf. nécessaire].

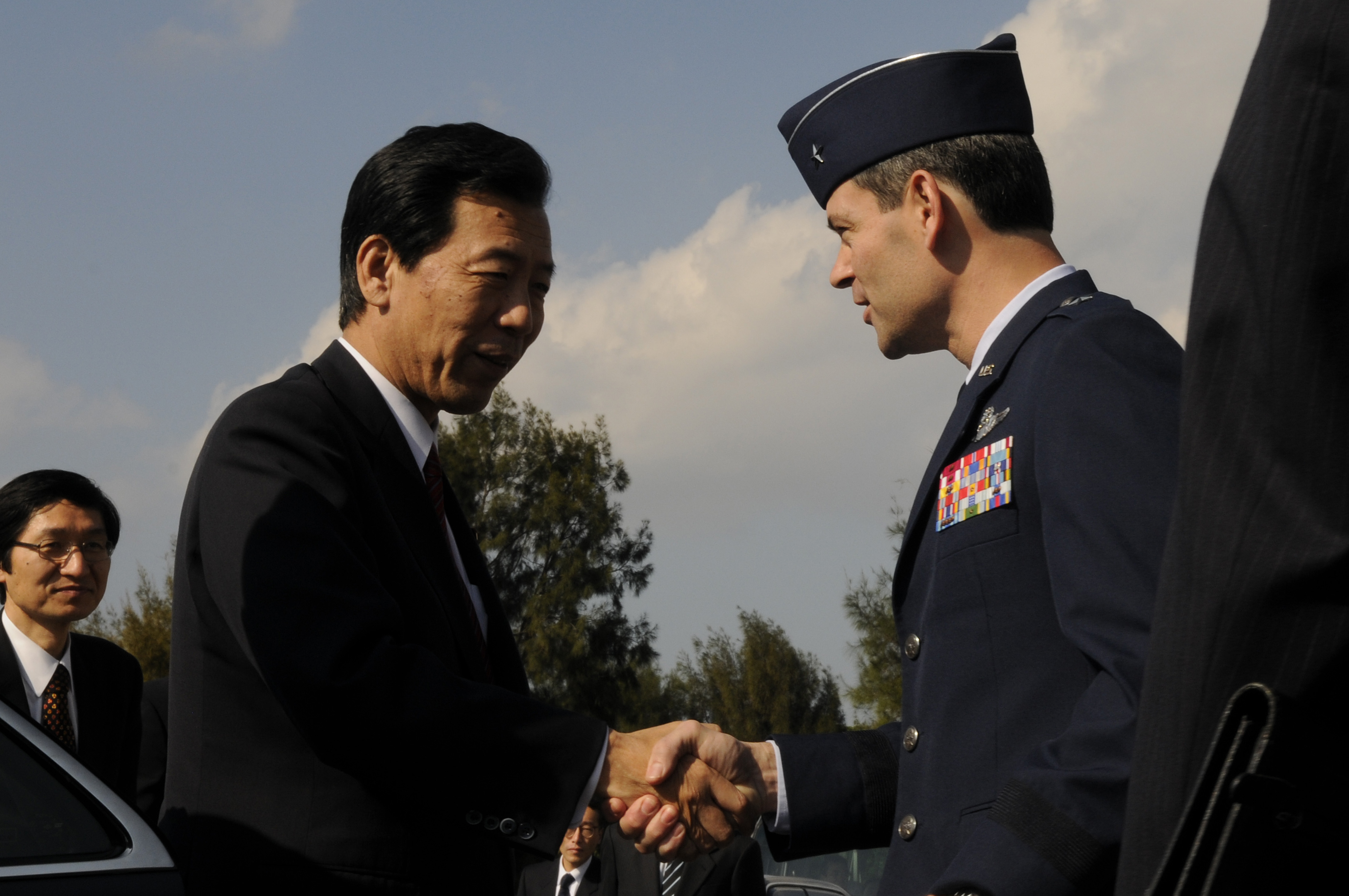
Hirofumi Hirano avec le général américain Ken Wilsbach lors d'une visite à la Kadena Air Base sur Okinawa le 9 janvier 2010

Mais Hirofumi Hirano s'investit tout particulièrement sur le dossier du déménagement de la base américaine de Futenma située jusque-là dans la ville de Ginowan à Okinawa, présidant un panel gouvernemental sur la question. Il se montre un fervent partisan de la révision de l'accord passé en 2006 entre les gouvernements américains et japonais (qui prévoyait de déplacer certaines des fonctions de la base sur le site du Camp Schwab, à Nago plus au nord de l'île), relayant la promesse faite par Yukio Hatoyama de tout faire pour déplacer cette infrastructure militaire complètement hors de la préfecture, voire hors du Japon. Alors que les ministres des Affaires étrangères et de la Défense, Katsuya Okada et Toshimi Kitazawa, sont rapidement convaincus de la nécessité de respecter le plan défini en 2006 faute d'autre solution viable et appellent le Premier ministre à trancher la question au plus tôt (avant la fin de l'année 2009), Hirano réussit à convaincre Yukio Hatoyama de conserver sa décision finale pour mai 2010. Cependant, dès le 20 février 2010, il reconnaît que le déplacement de la base à l'intérieur d'Okinawa pourrait à terme ne pas être évité. Il défend par la suite la possibilité d'une relocalisation dans le camp de l'U.S. Navy de White Beach à Uruma (à l'est d'Okinawa), puis dans l'île de Tokunoshima (préfecture de Kagoshima). Ces deux dernières possibilités ayant été rejetées tant par les populations locales que par Washington, le gouvernement Hatoyama est finalement contraint de passer avec l'administration Obama le 28 mai 2010 un nouvel accord reprenant l'essentiel des termes de celui de 2006. Ceci entraîne le départ des sociaux-démocrates de la majorité et de leur dirigeante, Mizuho Fukushima, du gouvernement (Hirano récupérant alors ses portefeuilles) et la démission le 2 juin de Hatoyama. Ce dernier est remplacé le 4 juin suivant à la présidence du PDJ, et le 8 juin en tant que Premier ministre, par Naoto Kan, et Hirofumi Hirano n'est pas reconduit au sein du nouveau gouvernement, laissant la fonction de Secrétaire général du Cabinet à Yoshito Sengoku.

### Responsabilités au sein de la majorité parlementaire
Hirofumi Hirano continue par la suite à être un des principaux relais de Yukio Hatoyama au sein du PDJ. Il participe notamment par la suite au rapprochement entre l'ancien Premier ministre et Ichirō Ozawa en vue d'une candidature de ce dernier contre Naoto Kan à l'élection à la présidence du parti du 14 septembre 2010. Et, pour cette dernière, comme l'ancien Premier ministre et de nombreux membres de sa faction, il finit par soutenir la candidature d'Ichirō Ozawa contre Naoto Kan. Ozawa finit par se présenter, avec le soutien de Hatoyama et de sa faction, le 26 août 2010, mais est assez largement battu par le sortant Kan par 491 voix sur 1 222 contre 721 et 10 bulletins blancs. Plus tard, Hirano est élu le 1er octobre 2010 à la présidence de la Commission de la Sécurité de la Chambre des représentants. Il le reste jusqu'au 31 août 2011, puis devient président du Comité des Affaires de la Diète du PDJ à la suite de l'élection de Yoshihiko Noda à la tête du parti. Il est critiqué pour le manque de texte ayant pu être débattu et voté au Parlement durant la session extraordinaire convoquée à la fin de l'année 2011.

### Ministre de l'Éducation
Le 13 janvier 2012, à l'occasion d'un remaniement de son Cabinet, Yoshihiko Noda le nomme ministre de l'Éducation, de la Culture, des Sports, des Sciences et de la Technologie. Il s'attaque surtout à la question du harcèlement scolaire, ou ijime, déclarant dès la fin du mois de juillet 2012 sa volonté de créer une équipe au sein de son ministère tout particulièrement chargée de la question, avant de présenter le 5 septembre 2012 la nouvelle politique changeant l'attitude traditionnelle du ministère face à ce problème. Ce plan comporte 30 mesures, dont la requête que chaque bureau d'éducation rapporte tous les cas d’ijime qui présentent une menace de mort dès que les premiers signes apparaissent, et non après les faits comme cela était le cas jusqu'alors, tandis que ces mêmes bureaux sont appelés à valoriser les écoles et les enseignants qui prennent en main ces situations, cela afin d'empêcher que ces affaires soient étouffées par la hiérarchie scolaire. Autre mesure phare de cette nouvelle politique, le recrutement d'experts pour agir en tant que conseillers du ministère sur ces questions mais aussi dans chaque collège public et former les enseignants pour fournir des réponses plus efficaces aux harcèlements, tout en doublant les effectifs de travailleurs sociaux dans les écoles (au nombre de 800 en 2012). Les actions de lutte contre le harcèlement menées par des élèves devront être encouragées selon ce projet. Le ministère appelle également à un usage plus systématique et généralisé de l'exclusion des élèves coupables d’ijime et reconnaît que certains cas peuvent constituer une activité criminelle, envisageant ainsi de renforcer la coopération avec la police. En tout, le ministère recommande alors un montant de 7,3 milliards de yens (93 millions de dollars américains) à inscrire dans le budget 2013 pour financer ce plan, soit 2,7 milliards de plus que ce qui était inscrit dans la loi de finance pour l'année fiscale 2012.
Après la réélection de Yoshihiko Noda à la tête du PDJ le 21 septembre 2012, et le remaniement ministériel qui s'ensuit le 1er octobre, il n'est pas reconduit au ministère de l'Éducation qu'il laisse à Makiko Tanaka. À la place, il prend la présidence de la Commission du Territoire, des Infrastructures et des Transports à la Chambre des représentants le 29 octobre 2012. Toutefois, cette assemblée est dissoute le 16 novembre suivant par Yoshihiko Noda. Lors des élections législatives anticipées du 16 décembre 2012, il perd son siège à la Diète, devenant ainsi l'une des nombreuses victimes de la défaite importante subie alors par le PDJ (qui retombe à seulement 57 députés). Dans sa 11e circonscription de la préfecture d'Osaka, il est battu par Nobuhisa Itō, le candidat de l'Association pour la restauration du Japon (ARJ), parti récemment créé pour servir de « troisième force » plutôt orientée à droite, populiste, conservatrice libérale et nationaliste, défendant surtout une réduction du poids de l'administration centrale au profit des collectivités locales, et dirigé par le maire d'Osaka Tōru Hashimoto et l'ancien gouverneur de Tōkyō Shintarō Ishihara. Hirano obtient alors 67 756 voix (29,15 %), le deuxième score avec 26 007 votes et 11,19 points de moins que Nobuhisa Itō.